# Récif Collins
Le récif Collins ou récif de Johnson du Nord (en anglais Collins Reef, en vietnamien Đá Cô Lin, en philippin Bahura ng Roxas, en mandarin Guǐhǎn Jiāo (en sinogrammes traditionnels 鬼喊礁)), est un récif situé à l'extrémité occidentale du banc de l'Union près du centre de Dangerous Ground dans les îles Spratleys en mer de Chine méridionale,,.

## Géographie

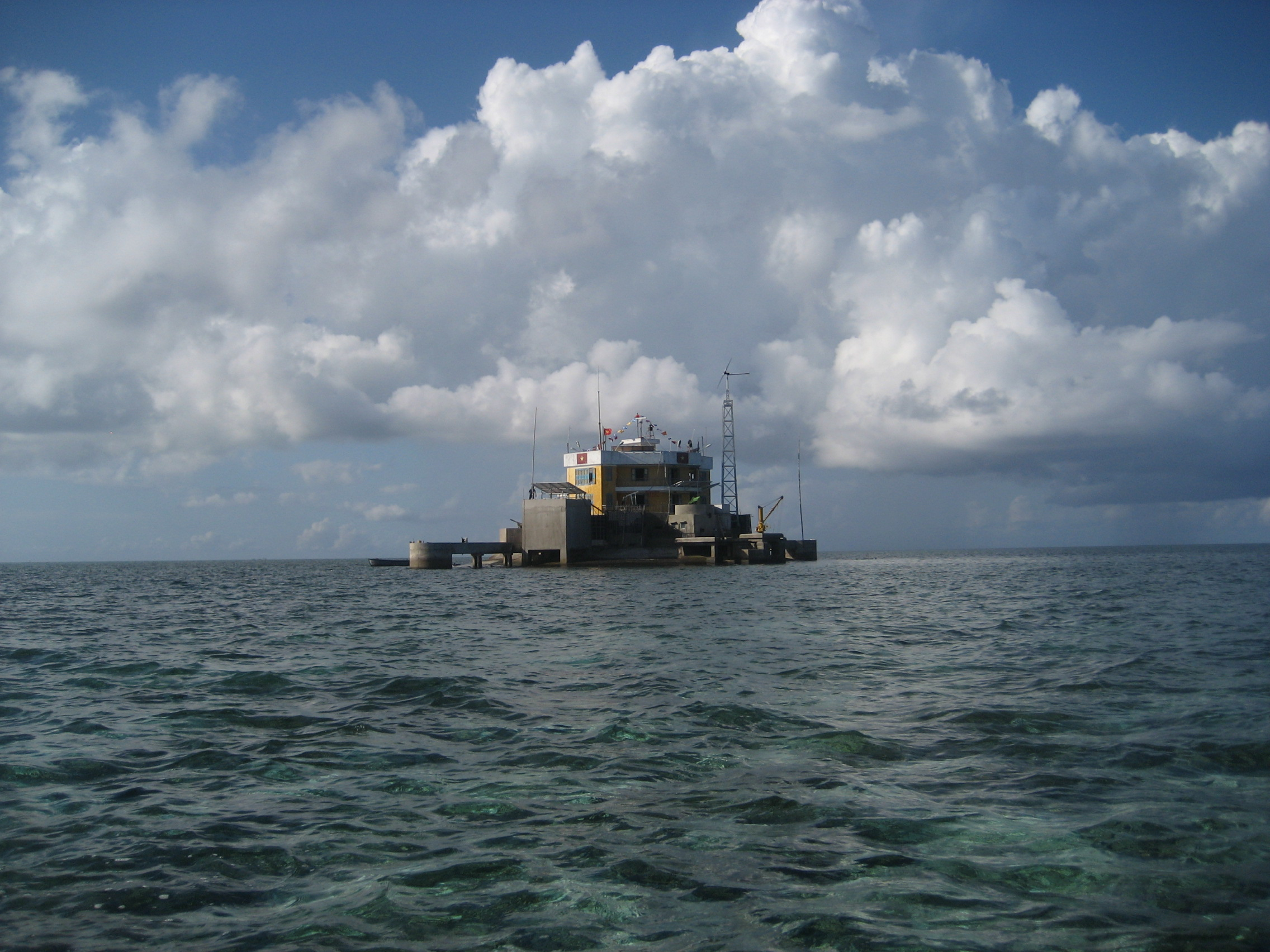
Château du récif Collins, où est stationnée la Marine populaire vietnamienne.

Le récif Collins est un platier récifal ovale peu profond situé à l'extrémité sud-ouest banc de l'Union.
Les récifs peu profonds les plus proches sont le récif de Johnson du Sud (environ 1,7 milles marins au sud-est, élément le plus méridional du banc de l'Union) et le récif Loveless (environ 4 milles marins au nord-nord-est). Le récif Collins semble connecté au récif de Johnson du Sud par des étendues de corail plus profondes qui atteignent 6 à 10 m de profondeur, voire plus à certains endroits.
Le récif Collins s'étend sur 5 km le long de son axe nord-ouest-sud-est et 1,4 km le long de son axe nord-est-sud-ouest. Le récif est submergé sous l'eau à marée haute et seuls quelques rochers émergent à marée basse. Le platier récifal de 2,05 km2 est entouré par une pente récifale de 2,71 km2. Il n'y a pas de lagon.

## Revendication de souveraineté
Le récif Collins est occupé par le Viêt Nam depuis 1988. Actuellement, le Viêt Nam contrôle ce récif dans le cadre de la ville de Trường Sa, district de Trường Sa, province de Khánh Hòa.
Comme pour toutes les îles Spratleys, la propriété du récif est contestée. Elle est revendiquée par les Philippines, la république populaire de Chine et la république de Chine (Taïwan).

## Structures artificielles

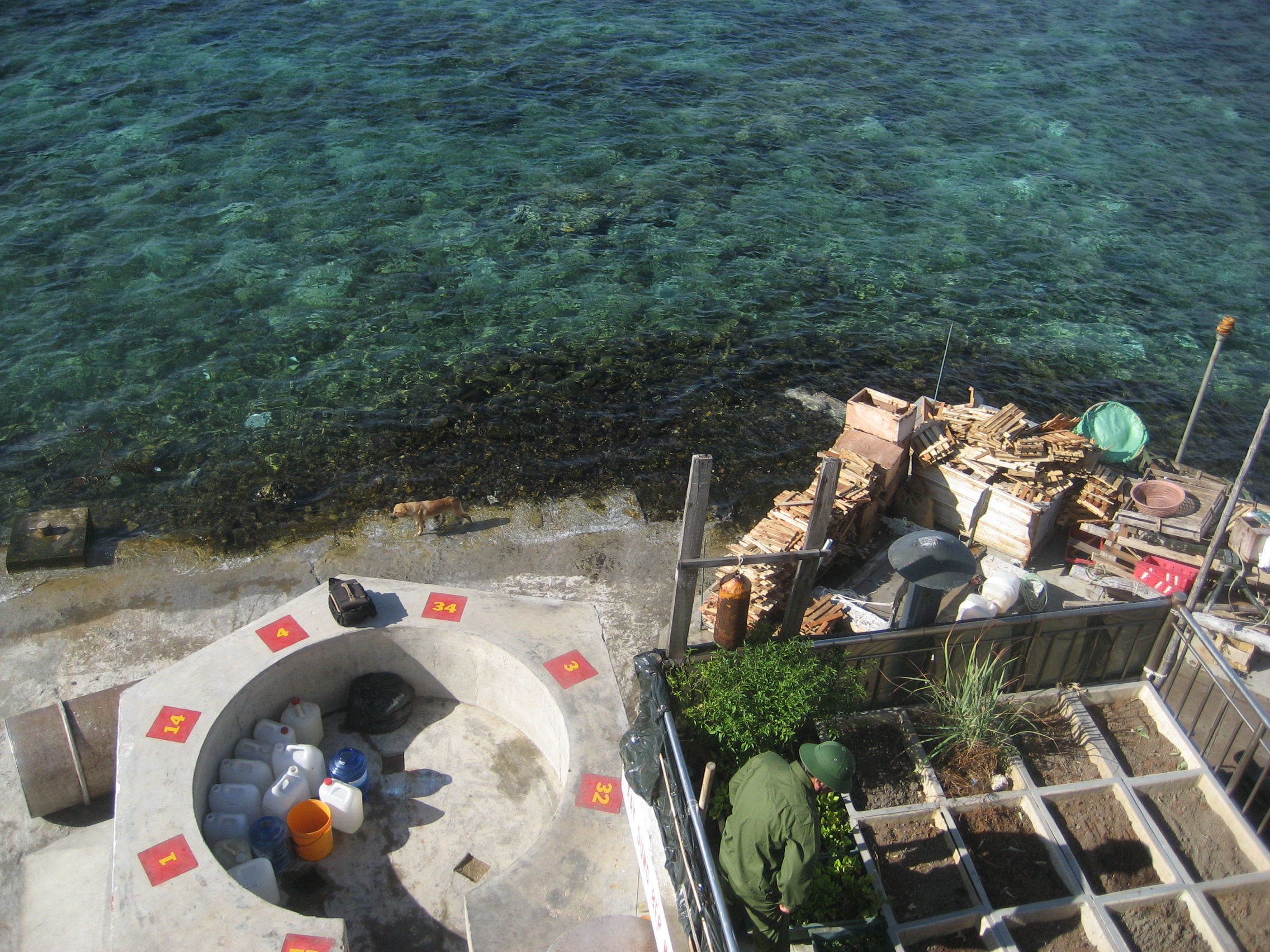
Une scène de la vie quotidienne sur l'île artificielle du récif Collins.

La Marine populaire vietnamienne a stationné une base permanente sur le récif Collins comprenant un château qui est une base militaire reliée par un pont à une maison culturelle polyvalente (construite et achevée en 2017, inaugurée en 2018) à 65 mètres. Les coordonnées géographiques inscrites sur la stèle de souveraineté de l'île Đá Cô Lin sont 9° 46′ 25″ N, 114° 15′ 19″ E.
Le château est une structure circulaire d'un diamètre de 50 mètres située au nord de la partie centrale du platier récifal. Il possède une tour au milieu (10 mètres de diamètre) et est entouré de digues bétonnées,.

## Histoire
Vers 18 heures, le 13 mars 1988, le navire de débarquement de la Marine populaire vietnamienne HQ-505 a jeté l'ancre au bord du récif Collins.
Vers 5 heures du matin le 14 mars, trois groupes de soldats à bord du navire HQ-505 ont débarqué et ont planté des drapeaux de souveraineté sur trois coins du récif Collins. Vers 8 heures du matin le même jour, deux destroyers de la république populaire de Chine ont bombardé continuellement le HQ-505, provoquant l'incendie du navire et risquant de couler. Le capitaine Vũ Huy Lễ a décidé de faire passer le HQ-505 au bulldozer sur les rochers pendant que les navires de guerre chinois continuaient de tirer,.
En raison des lourdes pertes subies au récif de Johnson du Sud, le capitaine Vũ Huy Lễ a envoyé un escadron de canots pneumatiques sur le récif de Johnson du Sud pour secourir les soldats blessés. Le 14 mars à 15 heures, le bateau a ramené à bord 45 soldats blessés. Vers 16 heures, le navire vietnamien HQ-671, battant pavillon croisé, s'est retiré sur la plage pour recevoir les soldats blessés et les amener sur l'île Sin Cowe, le reste commandé par le capitaine Vũ Huy Lễ, a continué à tenir sur le récif Collins.
Ayant pris le contrôle du récif Collins après les événements du 14 mars 1988, le commandement de la région 4 de la marine Marine populaire vietnamienne a décidé d'envoyer des forces dirigées par le commandant de brigade Phạm Công Phán pour construire des maisons de grande hauteur sur le récif. Le 10 juillet 1988, les ingénieurs ont achevé la construction du bâtiment de grande hauteur et l'ont remis à la brigade navale 146 pour en assurer le contrôle.
En octobre 2017, le projet de maison culturelle polyvalente Đá Cô Lin a été achevé.